# 圣莱热苏马尔热里
圣莱热苏马尔热里（法語：Saint-Léger-sous-Margerie，法語發音：[sɛ̃ leʒe su maʁʒəʁi]，意为“马尔热里下方的圣莱热”）是法国奥布省的一个市镇，属于奥布河畔巴尔区。

## 地理
圣莱热苏马尔热里（48°31'54"N, 4°29'17"E）面积6.58 平方千米，位于法国大東部大區奥布省，该省份为法国中北部省份，北起马恩省，西接塞纳-马恩省，西南至约讷省，东南至科多尔省，东临上马恩省。
与圣莱热苏马尔热里接壤的市镇（或旧市镇、城区）包括：巴利尼库尔、帕尔莱沙旺日、圣于坦。

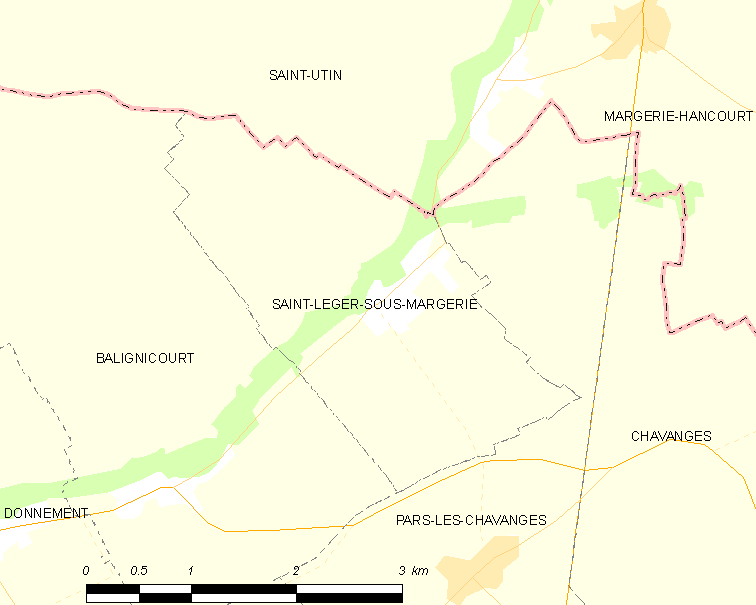
圣莱热苏马尔热里的OSM定位图

圣莱热苏马尔热里的时区为UTC+01:00、UTC+02:00（夏令时）。

## 行政
圣莱热苏马尔热里的邮政编码为10330，INSEE市镇编码为10346。

## 政治
圣莱热苏马尔热里所属的省级选区为布列讷堡县。

## 人口

1962-2008年间圣莱热苏马尔热里人口变化图示

圣莱热苏马尔热里于2022年1月1日时的人口数量为52人。